# Liste der denkmalgeschützten Objekte in Forchach
Die Liste der denkmalgeschützten Objekte in Forchach enthält die denkmalgeschützten, unbeweglichen Objekte der Gemeinde Forchach.

## Denkmäler
| Foto |                 | Denkmal                                                                                                | Standort                              | Beschreibung | Metadaten |
| ---- | --------------- | --- | ------------------------------------- | --- | --- |
| ja   | Datei hochladen | Kath. Filialkirche Expositurkirche hl. Sebastian, Friedhof HERIS-ID: 55357 Objekt-ID: 63984 TKK: 27792 | Forchach Standort KG: Forchach        | Die Expositurkirche in der Dorfmitte ist ein einheitlich barocker Bau aus dem Jahr 1742 mit einem Nordturm. Der Hochaltar stammt aus der 2. Hälfte des 18. Jahrhunderts. Die Seitenaltäre entstanden zwischen 1861 und 1867, als das Langhaus um ein Joch erweitert wurde. | BDA-Hist.: Q38064958 Status: § 2a Stand der BDA-Liste: 2025-06-30 Name: Kath. Filialkirche Expositurkirche hl. Sebastian, Friedhof GstNr.: .12 Filialkirche hl. Sebastian, Forchach |
| ja   | Datei hochladen | Kriegerdenkmal bei der Expositurkirche hl. Sebastian HERIS-ID: 64273 Objekt-ID: 76980 TKK: 27795       | bei Forchach 53 Standort KG: Forchach | Das Kriegerdenkmal bei der Kirche wurde 1957 für die Gefallenen und Vermissten beider Weltkriege errichtet. Der Kapellenbildstock hat eine offene Vorhalle, einen polygonalen Schluss und ein steiles Satteldach mit Glockenträger.                                        | BDA-Hist.: Q38106481 Status: § 2a Stand der BDA-Liste: 2025-06-30 Name: Kriegerdenkmal bei der Expositurkirche hl. Sebastian GstNr.: 861/5 Kriegerdenkmal Forchach                  |